# Bergerheide
Bergerheide ist eine Ortslage im Nordwesten der bergischen Großstadt Wuppertal.

## Lage und Beschreibung
Bergerheide liegt im Wuppertaler Stadtbezirk Uellendahl-Katernberg im Wohnquartier Beek, südwestlich der Ortslage Katernberg und westlich des Hof Beek an der Pahlkestraße, die ein historischer Kohlenweg war.

## Geschichte
Der Name geht auf eine alte Hofbezeichnung „Auf dem Berge“ zurück. 1815/16 besaß der Ort 26 Einwohner. Auf der Topographischen Aufnahme der Rheinlande von 1824 ist die Ortslage verzeichnet.
1832 gehörte der Bergerheide zur Dorper Rotte des ländlichen Außenbezirks des Kirchspiels und der Stadt Elberfeld. Der laut der Statistik und Topographie des Regierungsbezirks Düsseldorf als Ackergut kategorisierte Ort wurde als auf der Bergerheide bezeichnet und besaß zu dieser Zeit zwei Wohnhäuser und vier landwirtschaftliche Gebäude. Zu dieser Zeit lebten 13 Einwohner im Ort, davon fünf katholischen und acht evangelischen Glaubens.
Die Gaststätte „Haus Bergerheide“, gelegen an dem historischen Kohlenweg, wurde im Frühjahr 2008 geschlossen.

## Heutige Siedlung Bergerheide
Nachdem eine Straße Bergerheide, die schon 1850 im Adressbuch verzeichnet war, am 2. Januar 1958 fortgefallen und 16. März 1965 wiederbenannt wurde, kam es am 8. Februar 1982 zur Aufteilung in die Straßen Untere, Mittlere und Obere Bergerheide. Die Straßen erschließen ein Neubaugebiet mit Einfamilienhäusern und Reihenhäusern, das sich rund 800 Meter östlich der ursprünglichen Ortslage befindet und von der Straße In der Beek angebunden ist.